# Nowe Osiedle (Inowrocław)
Nowe Osiedle – osiedle Inowrocławia składające się głównie z zabudowy blokowej (bloki 4 piętrowe). Istnieją też domy jednorodzinne, kamienice i 11-piętrowe wieżowce.

## Komunikacja
Osiedle ma połączenie z najważniejszymi ośrodkami w Inowrocławiu. Kursują tam linie autobusowe: nr 19 (os. Rąbin), (nr 27 (os. Piastowskie II), nr 21 (os. Piastowskie I), nr 19 (dworzec PKP), nr 3 (dworzec kolejowy Mątwy) 

## Szkolnictwo
Szkoły ponadpodstawowe:
- II LO im. Marii Konopnickiej
- III LO im. Królowej Jadwigi
- Zespół Szkół Gastronomiczno-Hotelarskich im. Genowefy Jaworskiej[1]
- Zespołu Szkół Budowlanych im. gen. Władysława Sikorskiego[2]
- Zespół Szkół Mechaniczno-Elektrycznych[3]
- ZSP im. Marka Kotańskiego

Szkoły gimnazjalne:
- Gimnazjum nr 4 im. Zygmunta Wilkońskiego (zlikwidowane wskutek Reformy Systemu Oświaty z 2017 roku)

Szkoły podstawowe:
- SP nr 6 im. Mikołaja Kopernika

Przedszkola:
- Przedszkole nr 2 „Jasia i Małgosi”